# Anocha celesteana
Anocha celesteana är en tvåvingeart som beskrevs av Pritchard 1960. Anocha celesteana ingår i släktet Anocha och familjen gallmyggor. Inga underarter finns listade i Catalogue of Life.